# Sak Noel
Sak Noel, de son vrai nom Isaac Mahmood Noell, est un DJ et un producteur de musique espagnol né le 12 avril 1983 à La Cellera de Ter. 
Il a commencé la musique pendant son adolescence avec de nombreuses influences de musique électronique.  Il est connu pour le single Loca People, avec la chanteuse néerlandaise Esthera Sarita, qui a été un grand succès dans les charts européens. Sur le clip, ce n'est pas la chanteuse hollandaise que l'on voit, mais une femme qui s'appelle Desirée Brihuega. Sak Noel a sorti 4 clips, tous tournés en partie à Barcelone, sa ville de cœur. 
Sak Noel est le fondateur et le copropriétaire de Moguda, la communauté de vie nocturne catalane.

## Discographie

### Albums studio
- 2013 : Crazy Society Trilogy

### Singles
| Titre                                                               | Année | Meilleur classement | Meilleur classement | Meilleur classement | Meilleur classement | Meilleur classement | Meilleur classement | Meilleur classement | Meilleur classement | Meilleur classement | Meilleur classement | Meilleur classement | Certifications             |
| Titre                                                               | Année | AUT                 | BE-F                | BE-W                | DAN                 | FRA                 | IRL                 | P-B                 | SUÈ                 | SUI                 | R-U                 | ALL                 | Certifications             |
| ------------------------------------------------------------------- | ----- | ------------------- | ------------------- | ------------------- | ------------------- | ------------------- | ------------------- | ------------------- | ------------------- | ------------------- | ------------------- | ------------------- | -------------------------- |
| Loca People                                                         | 2011  | 1                   | 1                   | 7                   | 1                   | 12                  | 14                  | 1                   | 5                   | 2                   | 1                   | 4                   | - DAN : Platine - SUI : Or |
| Paso (The Nini Anthem)                                              | 2011  | 45                  | —                   | —                   | —                   | —                   | —                   | —                   | —                   | —                   | 158                 | 66                  |                            |
| Where ? (I Lost My Underwear)                                       | 2012  | —                   | —                   | —                   | —                   | —                   | —                   | —                   | —                   | —                   | —                   | —                   |                            |
| Party On My Level (avec Sito Rocks)                                 | 2013  | —                   | —                   | —                   | —                   | —                   | —                   | —                   | —                   | —                   | —                   | —                   |                            |
| Trumpets (avec Sean Paul)                                           | 2016  |                     |                     |                     |                     |                     |                     |                     |                     |                     |                     |                     |                            |
| OMG                                                                 | 2017  |                     |                     |                     |                     |                     |                     |                     |                     |                     |                     |                     |                            |
| « — » indique que le single n'est pas sorti ou classé dans le pays. |       |                     |                     |                     |                     |                     |                     |                     |                     |                     |                     |                     |                            |